# いくつもの川を越えて生まれた言葉たち
『いくつもの川を越えて生まれた言葉たち』（いくつものかわをこえてうまれたことばたち）は、森山直太朗2枚目のミニ・アルバム。直太朗名義を含めると通算3枚目のミニ・アルバム。2003年6月18日発売。発売元はユニバーサルJ。DVD付初回限定盤と通常盤の2形態で発売。

## 収録曲
全曲作詞：森山直太朗/御徒町凧 作曲：森山直太朗 編曲：中村タイチ

### CD
1. 風唄（かざうた）(4:06) 
au『着うた』CMソング
2. 約束(5:17)
3. 恋(4:27)
4. マリア(5:17)
5. 夏の終わり(5:49)
後に3rdシングルとしてリカット。
カルビー『夏ポテト』CMソング・ABCテレビ（朝日放送）系列『熱闘甲子園』エンディングテーマ
6. 土曜日の嘘(6:40)

### DVD
1. オープニング挨拶コメント
2. さくら （合唱） メイキング ～ 森山直太朗さくら前線北上ツアーダイジェスト
3. さくら （独唱） ミュージック・ビデオ
4. エンディング挨拶コメント